# Voinești (gmina w okręgu Vaslui)
Voinești – gmina w Rumunii, w okręgu Vaslui. Obejmuje miejscowości Avrămești, Băncești, Corobănești, Gârdești, Mărășești, Obârșenii Lingurari, Obârșeni, Rugăria, Stâncășeni, Uricari i Voinești. W 2011 roku liczyła 3757 mieszkańców.